# Zdeněk Kupka
Zdeněk Kupka (13. listopadu 1924 Martinov – 15. listopadu 1994 Ostrava) byl první primátor města Ostravy.
Narodil se v dělnické rodině. Navštěvoval obecní školu nejprve v Martinově a od roku 1932 v Pustkovci. V roce 1935 se začal učit na státní reálné škole v Moravské Ostravě, ale po okupaci pohraničí musel studia ukončit. Krátkou dobu pracoval jako poštovní úřední a zemědělský dělník. Do prosince 1943 pracoval u moravskoostravské soukromé firmy, poté byl totálně nasazen ve Vítkovických železárnách.
V květnu 1945 se jako obecní tajemník Pustkovce ujal obnovy obce. V říjnu téhož roku odešel pracovat do Krnova, kde byl u Okresní správní komise zaměstnán jako referent národní bezpečnosti. Vystřídal ještě několik míst ve státní správě, avšak jeho politická kariéra začala na Krajském národním výboru v Ostravě, kde pracoval od roku 1951 do roku 1956. V šedesátých letech 20. století dálkově vystudoval Vysokou školu ekonomickou v Praze.
Neví se přesně, kdy se stal členem KSČ, pravděpodobně to bylo v roce 1945. Roku 1964 byl zvolen do Městského národního výboru (MěNV) v Ostravě, kde byl pověřen funkcí tajemníka. Po odchodu Josefa Kempného do Prahy byl 18. prosince 1968 zvolen předsedou MěNV. Od 1. července 1969 došlo ke změně z MěNV na Národní výbor města Ostravy, v jehož čele stál primátor. Během Kupkova mandátu pokračovala výstavba stávajících i nových sídlišť (Fifejdy, Šalamouna).
Od ledna 1972 do ledna 1979 působil jako velvyslanec v Německé demokratické republice. V dubnu 1979 se vrátil do Ostravy, kde byl jmenován předsedou spotřebního družstva Budoucnost. V této funkci vydržel až do svého odchodu do důchodu v roce 1984.